# Modeste Testas
Al Pouessi, baptisée Marthe Adélaïde Modeste Testas, et connue sous le nom de Modeste Testas (vers 1765-1870), est une Africaine réduite en esclavage, achetée par des négociants bordelais, déportée dans une plantation de Saint-Domingue, puis affranchie à la mort de son propriétaire à Philadelphie en 1795. Elle meurt en 1870 à l'âge supposé de 105 ans sur les terres d'Haïti que son ancien maître lui a léguées. Parmi sa large descendance figure un ancien président d’Haïti.

## Biographie
La jeune Al Pouessi, originaire d’Afrique orientale, est capturée lors d'une razzia à l'âge de 14 ans à la suite d'un différend avec une autre tribu. Dans le cadre de la traite intra-africaine, elle est conduite en Afrique occidentale d'où elle est déportée. Elle est achetée entre 1778 et 1781 par Pierre et François Testas, négociants bordelais, propriétaires d'une habitation sucrière à Jérémie sur l’île de Saint-Domingue.
Il semble, selon la tradition familiale, qu'elle aurait peut-être séjourné à Bordeaux à une date indéterminée.
Tandis que son frère distribue les produits de la plantation en métropole, François Testas dirige la plantation à Saint-Domingue. Il fait baptiser l'adolescente en 1781, lui donnant les prénoms de Marthe Adelaïde Modeste et le nom, Testas, de l'habitation à laquelle elle est attachée, nom qu'elle conserve sa vie durant. Concubine ou esclave sexuelle, elle a deux enfants avec son maître.
En 1795, du fait de l'occupation anglaise de Grand’Anse, François Testas quitte l'ile, emmenant avec lui à New York ses esclaves, parmi lesquels Modeste Testas et Joseph Lespérance, son homme de confiance.
Après avoir séjourné à Baltimore, François Testas meurt de maladie à Philadelphie, non sans avoir auparavant affranchi ses esclaves par testament.
C'est ainsi que le 13 juillet 1795, Modeste Testas devient libre, revient en Haïti où elle reçoit 51 carreaux de terre en héritage de François Testas qui a souhaité dans son testament qu’elle prenne pour conjoint Joseph Lespérance. De cette nouvelle union naissent sept ou neuf enfants.
Modeste Testas décède en 1870 à l’âge présumé de 105 ans sur les terres reçues en héritage, dans l'habitation Testas, située à une demi-lieue de Jérémie.
Un de ses petits-fils, François Denys Légitime, fils de Tinette Lespérance, est président de la République d’Haïti de 1888 à 1889.

## Hommages

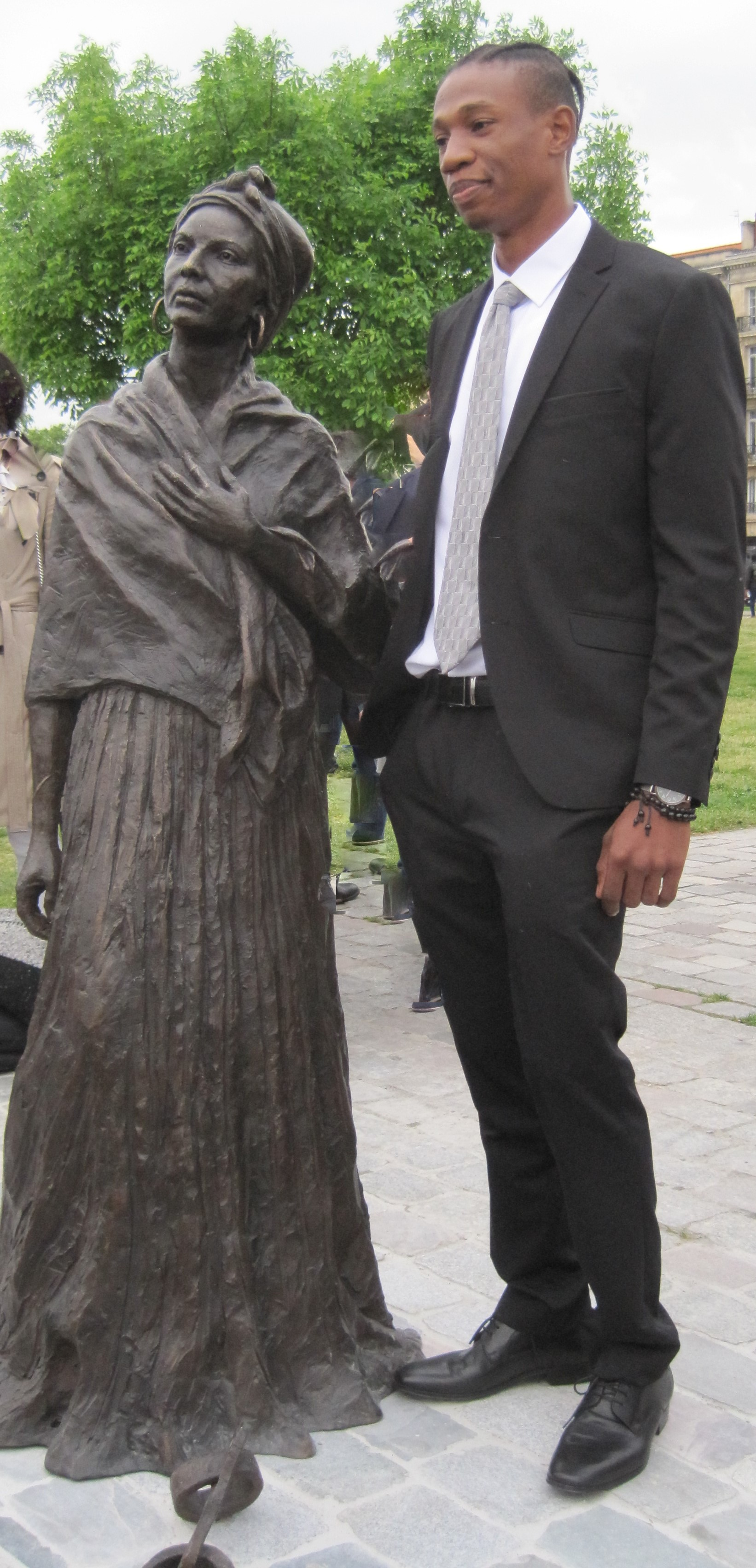
Le sculpteur haïtien Woodly Caymitte dit Filipo aux côtés de sa statue en bronze de Modeste Testas.

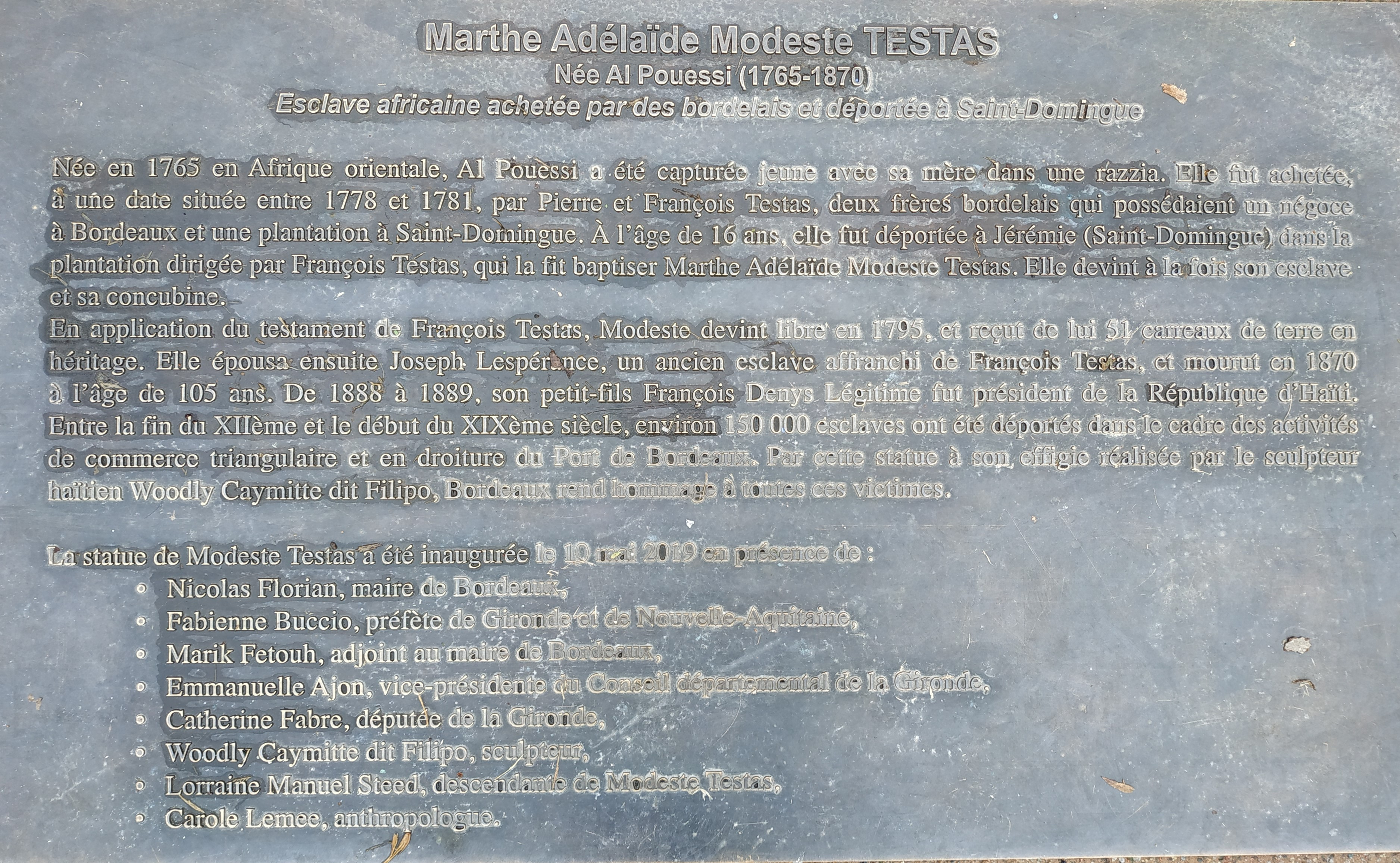
Plaque explicative au pied de la statue à Bordeaux.

La mairie de Bordeaux, reprenant en mai 2018 les conclusions d'une commission réunie à son initiative pour un travail mémoriel sur l'esclavage, décide de faire réaliser une statue de Modeste Testas par le sculpteur haïtien Woodly Caymitte Filipo,. Elle retient comme un symbole fort la figure de cette femme, esclave, déportée à Saint-Domingue puis affranchie, au parcours complexe et attachant, à l'exceptionnelle longévité à cheval sur deux siècles, faisant le lien entre Bordeaux, l’esclavage et Haïti.
La statue en bronze de 1,70 m, réalisée à la Fonderie des Cyclopes, disposée au bord de la Garonne, quai Louis XVIII à Bordeaux, a été inaugurée le 10 mai 2019. Une plaque explicative au sol évoque l'histoire de Modeste Testas.
En 2021, la municipalité donne le nom de Modeste Testas à un nouveau groupe scolaire du quartier bordelais des Bassins à flot.